# Mixia osmundae
Mixia osmundae  (лат.) — вид паразитических базидиальных грибов из подотдела Pucciniomycotina, выделяемый в монотипный класс Mixiomycetes; до 1995 года рассматривался в составе отдела сумчатых грибов (Ascomycota). Вызывают оранжевые или бурые поражения эпидермы ваий папоротников из семейства чистоустовых, хотя круг хозяев может быть и более широк.

## Распространение
Вид был впервые обнаружен в Японии на вайях папоротников из семейства чистоустовых — японском чистоусте (Osmunda japonica). За пределами Японии вид описан на Тайване на том же виде папоротника, а также на востоке США, где он отмечен на коричном чистоусте (Osmundastrum cinnamomeum) в штатах Джорджия и Мичиган. Поиск в генетических базах данных выявил наличие родственного генетического материала в пробах листьев бамбуковых с территории Китая и европейского бука с территории Франции.

## Строение в естественных условиях
На ранних стадиях заражения мицелий представляет собой тонкие ветвящиеся гифы, растущие в толще наружной клеточной стенки эпидермы хозяина, иногда заходящие в клеточные стенки мезофилла. Пространство просвета гифы подразделено на сегменты простыми септами. По мере развития мицелия сегменты гиф значительно укрупняются и в результате многочисленных митотических делений ядер приобретают ценоцитное строение.
Один из исследователей вида Артур Джексон Микс отметил наличие отростков гиф к клеткам хозяина, которые он трактовал как гаустории, однако впоследствии факт их наличия был поставлен под сомнение. Набор ферментов, закодированных в геноме Mixia osmundae, указывает, что вид, скорее всего, характеризуется биотрофным питанием.

## Строение в условиях культуры
В культуре на питательных средах мицелий никогда не образует гиф и принимает форму дрожжей.

## Геном
Геном Mixia osmundae был отсеквенирован в 2011 году. В сравнении с геномами других исследованных фитопатогенных базидиальных грибов, он обладает наименьшим размером (13,6 млн пар оснований), высокой плотностью генов и малым количеством повторов.